# 이종무
이종무(李從茂, 1360년~1425년)는 조선 초기의 조선전기 좌명공신 4등에 책록된 공신이자 무신이다. 이을진의 아들로 본관은 장수이며 어려서부터 말타기·활쏘기에 능하였다. 1381년 고려 우왕 때 강원도에 침입한 왜구를 격파하고, 1397년 조선 태조 6년 왜구가 침입하자 끝까지 싸워 이를 격퇴하였으며 세종 때 쓰시마섬을 정벌하는 공을 세운다.
제1차 왕자의 난 당시 정안대군 이방원을 도운 공로로 좌명공신 4등에 녹훈되었고, 최종 관직은 보국숭록대부(輔國崇祿大夫) 찬성사에 이르렀고, 통원군(通原君)에 봉해졌다가 장천군으로 개봉되었다. 시호는 양후(襄厚)이다.

## 개요
고려 공민왕 9년 1360년에 장천 부원군 이을진의 아들로 태어났으며, 어려서부터 말타기와 활쏘기에 능하였다. 1381년 우왕 때 14세의 나이로 아버지를 따라 강원도로 쳐들어온 왜군을 물리친 공으로 정용호군(精勇護軍)이 되었다. 1392년 조선이 건국되었고, 1397년 옹진에서 만호(萬戶)의 벼슬에 재직중 왜군이 다시 쳐들어와 성을 포위하자, 이에 끝까지 싸워 적을 물리친 공으로 첨절제사(僉節制使)가 되었다가 돌아와 상장군이 되었다.
1400년 제2차 왕자의 난 때는 정안대군 이방원의 편에 가담하여 회안대군 이방간(李芳幹)의 군사를 괴멸시켰고, 이로 인해 1406년 익대좌명공신의 호를 받고 통원군에 책봉되었고, 의주 등지의 병마절제사로 승진되었다.
 그 뒤 안주도병마사(安州都兵馬使), 안주절제사(安州節制使)를 거쳐 의정부좌참찬(左參贊) 등을 역임한다.

### 대마도 정벌
세종 원년 1419년 삼군도체찰사(三軍都體察使)가 되어 군함 227척을 거느리고 쓰시마섬을 정복하였다. 대마도 정벌을 위해 마산포를 출발하여 1419년 음력 6월 12일 주원방포(현 추봉도)를 기착지로 삼았다. 조선왕조실록에는 세종 원년 음력 6월 19일 이종무가 거제도 남쪽에 있는 주원방포(周原防浦)에서 출발하여 다시 쓰시마섬으로 향하였다. 당시 총 227척의 규모로 출정을 하였으며, 6월 17일 출발하여 바람(마파람) 때문에 돌아왔다는 기록이 있다. 6월 20일 오시에 쓰시마섬에 도착하여, 두지포에 내려서 작전을 수행하였다. 적선 129척을 빼앗고, 가옥 1993호를 불태웠으며, 중국인이 포함된 포로를 구출하였다. 이 공으로 이종무는 장천군(長川君)에 봉해졌다. 그러나 기습을 받아 전사한 박실 등의 손실에 대해 조정은 끈질기게 죄를 물었고, 세종은 이종무를 감쌌다.

### 생애 후반
그러나 같은 해 11월 9일 죄를 사하기 위해 종군하려는 김훈과 노이를 추천한 죄로 의금부에 하옥당한다. 김훈과 노이는 무재가 뛰어나 스스로 공을 세우기 위해 종군하려 하였고, 이종무는 이를 세종에게 간하여 허락을 받았다. 그러나 사간원 등은 불충한 자를 종군시켰다고 하여 이종무와 김훈, 이적 등을 처단할 것을 간하였으나 세종이 거부를 하였고, 이종무는 "늙은 놈이 죽고 돌아오지 않는 것이 옳았다."며 탄식을 했다. 그 후 끝없는 탄핵 요청에도 불구하고, 세종은 이종무를 감쌌으며, 1420년 6월 5일 풀려나 서울 밖에서 거주하게 된다.
1423년 사은사(謝恩使)로 명나라를 출발하여, 이듬해 1424년 2월 25일 부사 이종선과 함께 돌아왔다. 숭록대부(崇祿大夫)에 올랐다가 다시 보국숭록대부로 승진, 찬성사(贊成事)에 이르렀다.

### 사후
1425년 음력 6월 9일 향년 66세의 나이로 세상을 마쳤다. 세종은 조회를 3일간 중단하고, 양후(襄厚)라는 시호를 내렸다. 6월 17일 내린 교서에서 세종은 《만리장성이 갑자기 무너졌다!》라는 표현으로 비통함을 표시하였다.
이종무 장군의 무덤은 경기도 용인시 수지구 고기동 산 79번지에 자리를 잡고 있으며, 1975년 9월 5일 경기도의 기념물 제25호로 지정되었다.

### 가족
- 아버지 이을진(李乙珍, 고려 후기의 무신)
  - 아들 이승평(李昇平)
  - 아들 이덕평(李德平)
  - 아들 이사평(李士平)

## 관련 작품

### 드라마
- 《뿌리깊은 나무》 (MBC, 1983년, 배우 : 김동현)
- 《용의 눈물》 (KBS, 1996년~1998년, 배우 : 故 민욱)
- 《대왕세종》 (KBS, 2008년, 배우 : 박상조)
- 《육룡이 나르샤》 (SBS, 2015년~2016년, 배우 : 도기석)

## 이종무함
1995년 5월 18일 1200톤급의 대한민국의 다섯 번째 국산 잠수함 이종무함이 거제도 옥포조선소에서 진수되었다. 수중 최고 속도는 22KN이며, 어뢰와 기뢰를 장착하고 2개월 이상 단독 작전 수행이 가능하도록 설계되었다.

## 평가
이종무는 고려 공민왕 때 태어나, 우왕 때 벼슬을 하여, 창왕, 공양왕까지 고려조 마지막 네명의 왕을 경험하였고, 1392년 조선 건국 후에도 태조, 정종, 태종, 세종에 이르기까지 조선 초기 4대왕을 모신 무인이었다. 66세의 일기동안 모두 8대에 걸친 왕을 경험하는 파란만장한 삶을 살았고, 대마도를 정벌하여 안정된 대일관계를 마련하였다.

## 기타
아버지인 문신 이을진에 이어 장천부원군의 작위에 습봉 되었다.

## 같이 보기
- 쓰시마 정벌
- 마산포
- 추봉도
- 이종무함
- 이을진
- 김종서
- 황보인
- 조선 세종

## 참고 문헌
- 《정종실록》
- 《태종실록》
- 《세종실록》
- 《대동야승》